# الانتخابات الرئاسية النيجيرية 2023
أُجريت الانتخابات الرئاسية النيجيرية في 25 فبراير 2023  لانتخاب الرئيس ونائب الرئيس في نيجيريا. وكان الرئيس المنتهية ولايته محمد بخاري -رئيس حزب مؤتمر كل التقدميين- قد قضي فترتين رئاسيتين ولا يمكنه الترشح لولاية ثالثة. تزامنت هذه الانتخابات الرئاسية مع انتخابات فيدرالية أخرى، بما في ذلك انتخابات مجلس النواب ومجلس الشيوخ، والتي أجريت في نفس التاريخ بينما ستُجرى انتخابات الولايات بعد ذلك بأسبوعين في 11 مارس.
فاز بولا تينوبو - الحاكم السابق لولاية لاغوس والمرشح عن مؤتمر جميع التقدميين - في الانتخابات بنسبة 36.61 ٪ من الأصوات (إجمالي الأصوات 8,794,726) وتلاه في الترتيب أتيكو أبو بكر (حزب الشعب الديمقراطي) ثم بيتر أوبي (حزب العمال) ؛ جرى إعلان النتيجة النهائية في 1 مارس وعلى الفور رفضها أبو بكر وأوبي. ومن المقرر أن يكون موعد تنصيب الرئيس الجديد في 29 مايو 2023، وهو اليوم السابق ليوم الديمقراطية.
أجريت الانتخابات التمهيدية للحزب في الفترة ما بين 4 أبريل و9 يونيو 2022 حيث رشح حزب الشعب الديمقراطي نائب الرئيس السابق أتيكو أبو بكر، ورشح مؤتمر جميع التقدميين تينوبو، واختار حزب العمال الحاكم السابق لولاية أنامبرا بيتر أوبي، ورشح حزب شعب نيجيريا الجديدة حاكم ولاية كانو رابيو كوانكواسو. في الأسابيع التي أعقبت الانتخابات التمهيدية، أُعلن عن مرشحين لمنصب نائب الرئيس، حيث اختيار أبو بكر الحاكم إيفيني أوكوا، اختار أوبي السناتور السابق يوسف داتي بابا أحمد، واختار تينوبو السناتور كاشيم شيتيما واختار كوانكواسو القس إسحاق إيداهوسا.
لوحظ في تلك الانتخابات العامة الإقبال المرتفع المتوقع في البداية والتصويت السلمي بشكل أساسي، لكنها شابتها تقارير عن شراء الأصوات، وترهيب الناخبين، والهجمات على وحدات الاقتراع في مناطق معينة، وبعض مسؤولي الانتخابات غير المنضبطين إلى جانب اتهامات بالتزوير الصريح ؛ ولتفاقم المشكلات المتعلقة بالثقة في الانتخابات، فشل مسؤولو اللجنة الانتخابية الوطنية المستقلة INEC في تحميل نتائج الاقتراع إلى بوابة عرض النتائج حسب ما جرى التأكيد عليه مسبقًا في يوم الانتخابات. ومع بدء الإعلان عن نتائج الولايات في 26 فبراير في مركز التجميع الوطني في أبوجا، ظهرت المعارضة لأن بيانات النتائج لم يجري تحميلها بالكامل قبل إعلانها وفقًا للقانون. أدت هذه الظروف إلى جانب تصريحات المراقبين وجماعات المجتمع المدني التي تنتقد اللجنة الانتخابية الوطنية المستقلة إلى قيام حملات أبو بكر وأوبي وكوانكواسو بالتشكيك في نتائج الانتخابات المعلنة ثم رفضها رسميًا بحلول 28 فبراير. ودعت حملات المعارضة الرئيسية الثلاث، بالإضافة إلى بعض جماعات المجتمع المدني والرئيس الأسبق أولوسيغون أوباسانجو، المفوضية إلى إعادة الانتخابات بسبب التزوير والعنف. بينما أشادت حملة تينوبو باللجنة ودعت إلى اعتقال المتحدثين باسم الحزب الديمقراطي الشعبي بتهمة "التحريض على العنف". في الصباح الباكر من يوم 1 مارس، أعلن رئيس اللجنة الانتخابية المستقلة، محمود يعقوبو، فوز تينوبو بعد أن جرى تجميع جميع نتائج الولايات. وردا على ذلك، رفض أبو بكر وأوبي وكوانكواسو النتيجة وتعهدوا بالطعن في النتائج.

## النظام الانتخابي
يجري انتخاب رئيس نيجيريا باستخدام نظام معدل من جولتين بحد أقصى ثلاث جولات. وللفوز من الجولة الأولى، يجب أن يحصل المرشح على أغلبية الأصوات الوطنية وأكثر من 25٪ من الأصوات في 24 ولاية على الأقل من أصل 36 ولاية ومنطقة العاصمة الاتحادية. إذا لم يتجاوز أي مرشح هذه العتبة، تُعقد جولة ثانية بين المرشح الأعلى والمرشح الذي يفوز بثاني أكبر عدد من الولايات. للفوز في الجولة الثانية، يجب أن يحصل المرشح على أكبر عدد من الأصوات على المستوى الوطني وأكثر من 25٪ من الأصوات في 24 ولاية على الأقل من أصل 36 ولاية ومنطقة العاصمة الفيدرالية. إذا لم يتجاوز أي من المرشحين هذه العتبة، تُعقد جولة ثالثة حيث يلزم انتخاب أغلبية بسيطة من الأصوات الوطنية.

## خلفية
بعد الولاية الأولى للرئيس محمد بخاري، فاز بإعادة انتخابه مرشحًا عن حزب مؤتمر جميع التقدميين بفوزه على أتيكو أبو بكر من حزب الشعب الديمقراطي بهامش 14 نقطة مئوية - ما يقرب من 4 ملايين صوت. وبالنسبة للانتخابات التشريعية، عزز حزب مؤتمر كل التقدميين أغلبيته في كل من مجلس النواب ومجلس الشيوخ بعد أن خسر الأغلبية تقريبًا بسبب الانشقاقات في عام 2018. على مستوى الولايات، حصل حزب الشعب الديمقراطي PDP على اثنين إجمالاً حيث حصل الحزب على أربع ولايات من حزب مؤتمر كل التقدميين بينما حصل حزب مؤتمر كل التقدميين على ولايتين من حزب الشعب الديمقراطي. خلال العامين الأولين من فترة 2019-2023، توسع حزب مؤتمر كل التقدميين بشكل طفيف من خلال انشقاقات العشرات من مشرعي الولايات والمشرعين الفيدراليين وثلاثة حكام - ديف أوماهي من ولاية إيبوني، وبنديكت أيادي بولاية كروس ريفر، وبيلو محمد متوال بولاية زامفارا- لكنه مر بأزمة قيادة مطولة ؛ بالنسبة لحزب الشعب الديمقراطي، فإن الخسائر الناجمة عن الانشقاق كان لها أثر سلبي ولكن الحزب حل أزمة قيادته وعقد مؤتمرًا سلميًا. خلال النصف الثاني من المدة، أصيب كلا الحزبين بالانشقاقات لكن حزب مؤتمر كل التقدميين عقد مؤتمره الذي جرى تأجيله لفترة طويلة وخضع حزب الشعب الديمقراطي للخلافات العامة حول عدم تحديد مناطق ترشيحه للرئاسة.
قبل فترة ولاية بخاري الثانية، تضمنت وعوده استكمال خطوط السكك الحديدية قيد التنفيذ ومشاريع البنية التحتية الأخرى، وزيادة إشراك المرأة في الحكومة، وإصلاح التعليم، وزيادة مبادرات مكافحة الفساد. وقد نال الثناء على أدائه لتحسين قطاع الزراعة، وإنهاء مشاريع البنية التحتية، والتقدم الناجح في مكافحة الإرهاب في الشمال الشرقي، وتأمين عودة الأموال العامة المنهوبة سابقًا من الخارج، وزيادة الحد الأدنى للأجور. ومع ذلك، فقد واجه انتقادات لتخليه عن مبادرات مكافحة الفساد، وتدهور نوعية الحياة، والوضع الأمني المتردي بشكل متزايد خارج الشمال الشرقي (قطاع الطرق، والصراعات بين الرعاة والمزارعين بين الأعراق في الشمال الأوسط، والقراصنة وعصابات التزود بالوقود غير القانوني في دلتا النيجر، وحركة انفصالية عنيفة في الجنوب الشرقي جنبًا إلى جنب مع الاختطاف على مستوى البلاد والأوبئة ووحشية قوات الأمن، وزيادة الديون الوطنية).
تعرض بخاري أيضًا لانتقادات بسبب فرض حظر وطني لمدة سبعة أشهر على تويتر بعد أن أزال الموقع تغريدة مسيئة نشرها في إشارة إلى الحرب الأهلية ؛ جرى استنكار الحظر باعتباره محاولة فاشلة للرقابة. كان أحد المصادر الرئيسية الأخرى للجدل هو تعامل الإدارة مع موجة الاحتجاج في أكتوبر 2020 لحركة إنهاء السارس وظهرت أشد الانتقادات على مذبحة ليكي عندما قتل الجنود في لاغوس العديد من المتظاهرين السلميين، وحاول الجيش والإدارة إنكار إطلاق النار على الإطلاق.
كان مؤشرات قبول بخاري متقلبة، ولكنها منخفضة باستمرار.

## الانتخابات التمهيدية
كان من المقرر إجراء الانتخابات التمهيدية بين 4 أبريل و3 يونيو 2022 ولكن مُدد الموعد النهائي إلى 9 يونيو. حدد اتفاق السادة للتقسيم غير الرسمي للمناطق أن يكون الرئيس التالي لبخاري من المناطق الجنوبية (المناطق الجغرافية السياسية الجنوبية الشرقية والجنوبية والجنوبية الغربية) لأن بخاري كان من المناطق الشمالية ، وقد قد انتخابه مرتين. ودعى مؤتمر غير رسمي آخر إلى أن يكون لدى المرشحين للرئاسة نواب للرئيس من منطقة ودين مختلفين عن منطقتهم ودينهم. وعلى الرغم من هذه الترتيبات ، لم تغلق معظم الأحزاب رسميًا انتخاباتها التمهيدية أمام المرشحين غير الجنوبيين أو لم تحدد رسميًا أن يكون المرشح لمنصب نائب الرئيس لا يمكن أن يكون من نفس الدين.
كان كل من حزبي مؤتمر كل التقدميين APC وحزب الشعب الديمقراطي PDP قد أجرى مناقشات داخلية ساخنة حول تقسيم المناطق وترشيح نائب من نفس الدين في العام الذي يسبق الانتخابات التمهيدية. على الرغم من المؤتمر غير الرسمي ، رفض حزب الشعب الديمقراطي تحديد منطقة ترشيحه رسميًا في أوائل مايو 2022 قبل أن يعارض المؤتمر لترشيح الشمالي أتيكو أبو بكر. كما رفض مؤتمر كل التقدميين تحديد منطقة ترشيحه رسميًا ، لكنه اختار لاحقًا جنوبيًا ، هو بولا تينوبو ، ليكون مُرشحه للرئاسة. ومع ذلك ، خالف مؤتمر كل التقدميين الاتفاقية الرئيسية الأخرى باختيار نائب من نفس الدين، بينما قام حزب الشعب الديمقراطي بذلك.

### مؤتمر كل التقدميين
بعد انتخاب محمد بخاري للرئاسة مرتين، لم يكن مؤهلا لإعادة الترشيح. وفي يوليو 2021، أيد رئيس الحزب المؤقت آنذاك وحاكم ولاية يوبي ماي مالا بوني طريقة الإجماع لترشيح مرشح رئاسي بدلا من الأساليب الأولية المباشرة أو غير المباشرة الأكثر شيوعا، لكن الحزب لم يتوصل إلى قرار بشأن الطريقة الأساسية في ذلك الوقت. قام بوني خلال فترته المؤقتة من 2020 إلى 2022، بحملة مكثفة لحث أعضاء حزب الشعب الديمقراطي البارزين للانشقاق والانضمام إلى حزب مؤتمر كل التقدميين، مما أضعف تجمع المعارضة في الجمعية الوطنية وكسب ثلاثة حكام، هم: ديف أوماهي من ولاية إيبوني، وبنديكت عياد من ولاية كروس ريفر، وبيلو محمد ماتوالي من ولاية زامفارا، في 2020 و2021. ومع ذلك، كان الأداء الانتخابي لحزب مؤتمر كل التقدميين ووحدة الحزب أكثر اختلاطا حيث جاء في المركز الثالث في انتخابات حاكم ولاية أنامبرا 2021  وكان لا يزال يعاني من الصراع الداخلي. تم تأطير الانتخابات التمهيدية لحزب مؤتمر كل التقدميين في السياق الأوسع للنزاعات الحزبية الداخلية الناشئة عن تشكيل حزب مؤتمر كل التقدميين في عام 2013 وما سبق انتخابات 2019 من أزمات الحزب لإزالة قيادة الحزب لعام 2020 ومؤتمرات الولايات الحزبية المثيرة للجدل لعام 2021. اعتبرت قدرة لجنة تصريف الأعمال لحزب مؤتمر كل التقدميين على حل مشاكل الولايات وتنظيم مؤتمر الحزب الوطني لعام 2022 بشكل صحيح أمرا حيويا لكل من الفرص الرئاسية لحزب مؤتمر كل التقدميين ومستقبله كحزب. عُقد المؤتمر بنجاح في 26 مارس 2022 -بعد عدة تأجيلات- على الرغم من بعض الجدل حول طريقة الإجماع المستخدمة لمعظم مكاتب الحزب.
فيما يتعلق بالتقسيم إلى مناطق، لم يكن هناك اتفاق رسمي مُعلن عن تقسيم المناطق لترشيح حزب مؤتمر كل التقدميين على الرغم من الدعوات من بعض السياسيين ومجموعات المصالح مثل منتدى حكام الجنوب لحصر منطقة الترشيح في الجنوب لأن بخاري -الشمالي- قد انتُخب مرتين. بينما كان المرشحون المحتملون من الشمال ومنتدى حكام الشمال، الذين لم يعارضوا ترشيح جنوبي للرئاسة، ولكنهم اختلفوا في البداية مع التقسيم الرسمي للمناطق. من ناحية أخرى، كان هناك عدد قليل من المؤيدين لفكرة ترشيح نائب من دين آخر، معظمهم من مؤيدي وحلفاء المرشح النهائي بولا تينوبو الذي جادل بأن هناك عددًا قليلاً من السياسيين المسيحيين الشماليين المنتمين إلى حزب مؤتمر كل التقدميين الذين يمكن أن يكونوا نائبه في الانتخابات. وقد عارض حلفاء المرشحين والمجموعات المحتملة الأخرى مثل الجمعية المسيحية في نيجيريا بشدة الفكرة على أساس الوحدة الوطنية والوئام الديني.
أعلنت اللجنة التنفيذية الوطنية لحزب مؤتمر كل التقدميين في 20 أبريل 2022 عن الجدول الزمني للحزب للانتخابات الرئاسية التمهيدية، وأن الانتخابات التمهيدية ستستخدم الطريقة الأولية غير المباشرة. حدد الإعلان سعر استمارة إبداء الرغبة في الترشح بـ ₦30 مليون وسعر استمارة الترشيح بـ ₦70 مليون، مع خصم 50٪ على استمارة الترشيح للمرشحين الذين تقل أعمارهم عن 40 عامًا بينما تحصل النساء والمرشحون من ذوي احتياجات الخاصة على استمارات ترشيح مجانية. كان من المقرر بيع الاستمارات من 26 أبريل إلى 6 مايو ثم جرى تمديد الموعد النهائي لاحقًا إلى 10 مايو ثم 12 مايو. بعد تقديم استمارات الترشيح بحلول 13 مايو، كان من المقرر أن تقوم لجنة حزبية بفحص المرشحين في 24 و25 مايو ولكن جرى تأخير ذلك عدة مرات حتى انتهاء عملية فحص الطعن بعد ذلك. جرى تأجيل مؤتمرات Ward ومؤتمرات LGA في الفترة ما بين 12 و14 مايو لانتخاب "مندوبين مخصصين" للانتخابات التمهيدية. كان على المرشحين الذين تمت الموافقة عليهم من خلال عملية الفرز التقدم إلى مجموعة أولية في 30 مايو و1 يونيو لكن الحزب أخر الانتخابات التمهيدية إلى 6-8 يونيو.
قبل الانتخابات التمهيدية، ظهر الجدل حول الناخبين المحتملين بسبب التداعيات القانونية لقانون الانتخابات المعدل. بعد سنوات من النقاش والضغط العام، وقَّع بخاري قانونًا انتخابيًا جديدًا في يناير 2022 أدى إلى إصلاح جذري للأنظمة الانتخابية لكل من الانتخابات التمهيدية والعامة. كان أحد الإصلاحات استبعاد "المندوبين القانونيين" بحكم المنصب - الآلاف من شاغلي المناصب الحاليين والسابقين - من التصويت في الانتخابات التمهيدية للحزب. قالت قيادة الجمعية الوطنية NASS إن الاستبعاد كان غير مقصود، وفي مايو، أقرت NASS تعديلاً على القانون للسماح للمندوبين القانونيين بالتصويت في الانتخابات التمهيدية. ومع ذلك، رفض بخاري التوقيع على التعديل ليصبح قانونًا، مما أجبر حزب مؤتمر كل التقدميين على منع المندوبين القانونيين فجأة من التصويت. لم يمنع هذا الإجراء بخاري وغيره من أصحاب المناصب رفيعي المستوى من التصويت فحسب، بل قلل بشكل كبير عدد المندوبين من أكثر من 7800 إلى 2322 فقط "مندوبًا مخصصًا" منتخبًا.
سيطرت أسئلة حول المرشحين الرئيسيين وتأييد بخاري على فترة ما قبل الانتخابات التمهيدية. رأى المحللون أن خمسة من بين المرشحين المُعلن عنهم رسميًا هم المتنافسون الرئيسيون: روتيمي أمايتشي - وزير النقل السابق والمحافظ السابق لولاية ريفرز، كايود فايمي - حاكم ولاية إكيتي، وأحمد لاوان - رئيس مجلس الشيوخ، وييمي أوسينباجو - نائب الرئيس، وبولا تينوبو - الحاكم السابق لولاية لاغوس ؛ ومع ذلك، ظهرت مفاجأتان محتملتان حول: الرئيس السابق جودلاك جوناثان ومحافظ البنك المركزي غودوين إميفييل. فالمجموعات التي تشتري النماذج نيابة عن إميفييل وجوناثان إلى جانب التكهنات -لشهور- حول ترشيحاتهم أدت إلى شائعات عن مؤامرة لفرض أحدهما كمرشح على الرغم من عدم التحيز المفروض قانونًا من مكتب إميفييل وعضوية جوناثان في حزب الشعب الديمقراطي PDP ؛ وقد رفض جوناثان الاستمارات بينما أُجبر إميفييل على الانسحاب بسبب الضغط العام. كان السؤال الرئيسي الآخر هو تأييد بخاري. على الرغم من شهور من الجدل على أنه لن يتدخل في الانتخابات التمهيدية، قبل حوالي أسبوع من الانتخابات التمهيدية، عقد بخاري اجتماعًا مع حكام حزب مؤتمر كل التقدميين حيث طلب منهم دعم مرشحه المفضل. ظهرت تقارير أنه بينما وافقت الغالبية العظمى من الحكام، رفض قلة منهم الاقتراح أو لم يوضحوا موقفهم. كانت نقطة الخلاف الأخرى هي فحص الترشيح المؤجل كثيرًا، حيث قامت لجنة بقيادة الرئيس الوطني السابق للحزب John Odigie Oyegun بتصفية جميع المرشحين الثلاثة والعشرين، لكنها أوصت فقط بثلاثة عشر مرشحًا لمواصلة حملاتهم بسبب فرصهم المتوقعة في الفوز.
في الأيام التي سبقت الانتخابات التمهيدية مباشرة، أصدرت الغالبية العظمى من حكام حزب مؤتمر كل التقدميين في الشمال خطابًا لدعم مرشح جنوبي حيث طلبوا أيضًا من المرشحين الشماليين الانسحاب ؛ واستجابةً لذلك، انسحب مرشح شمالي واحد من الانتخابات التمهيدية. في وقت لاحق من ذلك اليوم (4 يونيو 2022)، عقد بخاري اجتماعًا مع معظم مرشحي الحزب حيث ورد أنه دعم بشكل خاص مرشحًا من الجنوب وأخبر المرشحين بالإجماع على مرشح فيما بينهم. ومع ذلك، في 6 يونيو - في اليوم السابق للتصويت التمهيدي، أخبر رئيس الحزب عبد الله أدامو حكام حزب مؤتمر كل التقدميين الشماليين أن مرشح الحزب (وبخاري) التوافقي سيكون لاوان. قوبل الإعلان بمعارضة من الحكام وأعضاء آخرين في لجنة العمل الوطنية للحزب مما دفع الحزب إلى التراجع والادعاء أن أدامو كان يعبر عن رأيه الشخصي. في نفس اليوم، صرح بخاري أنه لم يكن لديه مرشح معين في الانتخابات التمهيدية. ثم في وقت مبكر من اليوم الانتخابات ىالتمهيدية، قدَّم حكام الحزب ومؤتمر المرأة توصية مشتركة إلى بخاري لخمسة مرشحين جنوبيين هم: أمايتشي، وفايمي، وأوسينباجو، وتينوبو، وحاكم ولاية إيبوني ديف أوماهي، وطالبوا جميع المرشحين الآخرين بالانسحاب من السباق. وأصدر سبعة مرشحين آخرين بيانًا مشتركًا يرفضون القائمة المختصرة بينما كتب المرشحون الجنوبيون الستة رسالة إلى بخاري يطالبون فيها بتخصيص منطقة الترشيح للجنوب الشرقي.
في يوم الانتخابات التمهيدية، اجتمع المندوبون في إيجل سكوير بأبوجا للاعتماد والتصويت. كان الجزء الأول من الانتخابات التمهيدية محاطًا بمسائل لوجستية حيث كانت هناك تأخيرات كبيرة في اعتماد كل من المندوبين والصحفيين إلى جانب استخدام الأمن للغاز المسيل للدموع لتفريق الحشود. وفي داخل الميدان، اتخذ موظفو لجنة الجرائم الاقتصادية والمالية مواقعهم لمنع الرشوة قبل أن يلقي المرشحون خطاباتهم النهائية أمام المندوبين قبل التصويت. خلال هذه الخطب، انسحب ستة مرشحين هم: جودسويل أكبابيو، وإيبيكونلي أموسون، وديميجي بانكول، وروبرت أجايي بوروفيس، وفايمي، وأوجو كينيدي أوهانيي - لصالح تينوبو، وانسحب نيكولاس فيليكس لصالح أوسينباجو، بينما أصدر المرشحون الباقون وعودًا ومقترحات لحملاتهم المرتقبة. بعد خطابات المرشح وخطاب بخاري، بدأ التصويت في الصباح الباكر من يوم 8 يونيو وبعد ساعات من التصويت، جرى جدولة الأصوات علنًا. عند اكتمال التجميع، أظهرت النتائج فوز بولا تينوبو بـ 60٪ من الأصوات بهامش 45٪ على التالي له أمايتشي. شكر تينوبو فريقه في خطاب القبول الذي ألقاه، بينما أبدى نبرة تصالحية فيما يتعلق بخصومه السابقين. أشار تحليل ما بعد المرحلة التمهيدية إلى عدة أسباب محتملة لفوز تينوبو، وهي: تركيز المرشحين الآخرين على تأييد بخاري الذي لم يحدث أبدًا، والرشوة، وانسحاب اللحظة الأخيرة. بعد أسبوع من الانتخابات التمهيدية جرى البحث عن مرشح لمنصب النائب مع تينوبو، وحيث أن تينوبو مسلمٌ جنوبيٌ، فقد كان من المتوقع أن يكون مرافقه في الترشح مسيحيًا شماليًا، لكن الجدل ظهر عندما أعلن بعض السياسيين البارزين في حزب مؤتمر كل التقدميين عن قبولهم خلاف ذلك. ومع اقتراب الموعد النهائي، قدم الحزب اسم كبير إبراهيم المساري - سياسي وعامل حزبي من ولاية كاتسينا - مرشحًا لمنصب نائب الرئيس لكن جرى استبداله في وقت لاحق. في 10 يوليو، انسحب إبراهيم المساري وأعلن تينوبو أن كاشيم شيتيما - عضو مجلس الشيوخ والحاكم السابق لولاية بورنو - هو المرشح ليكون نائبه بعد اجتماع مع بخاري. وصرَّح تينوبو في بيان أنه اختار "الرجل الذي يمكنه مساعدتي في تحقيق أفضل حكم لجميع النيجيريين، بغض النظر عن انتمائهم الديني". لكن المعارضون، مثل الرابطة المسيحية في نيجيريا وجماعات المجتمع المدني قد سخروا من الاختيار باعتباره مثيرًا للانقسام في وقت عصيب للوحدة النيجيرية. وأشار المحللون إلى التقارير السابقة قبل ترشيح تينوبو والتي قالت إن دائرته المقربة لا تعتقد أن مسيحيًا شماليًا سيساعد الحزب في الولايات ذات الأغلبية المسلمة، وبالتالي يجب اختيار مواطن مسلم.

#### المرشح
- بولا تينوبو : الحاكم السابق لولاية لاغوس (1999-2007) وعضو سابق في مجلس الشيوخ عن لاجوس ويست (1992-1993)[119]
  - المرشح لمنصب نائب الرئيس - كاشم شيتيما : عضو مجلس الشيوخ عن بورنو سنترال (2019 إلى الوقت الحاضر)، والحاكم السابق لولاية بورنو (2011-2019)، وابن الحاكم السابق لشمال نيجيريا، كاشم إبراهيم[6]

#### استبعد في المرحلة التمهيدية
- روتيمي أمايتشي : وزير النقل السابق (2015-2019 ؛ 2019-2022)، الحاكم السابق لولاية ريفرز (2007-2015)، والرئيس السابق لمجلس النواب بولاية ريفرز (1999-2007)[120][121] [ج]
- بنديكت عياد : حاكم ولاية كروس ريفر (2015 إلى الوقت الحاضر) وعضو مجلس الشيوخ السابق عن كروس ريفر نورث (2011-2015)[122][123] [د]
- توند باكاري : قس[125][126][127]
- يحيى بيلو : حاكم ولاية كوجي (2016 إلى الوقت الحاضر)[128]
- تين جاك ريتش : رجل أعمال[129]
- أحمد لاوان : عضو مجلس الشيوخ عن شمال يوبا (2007 إلى الوقت الحاضر)، رئيس مجلس الشيوخ (2019 حتى الآن)، وعضو سابق في مجلس النواب عن Bade / Jakusko (1999-2007)[130]
- إيكيوباسي موكيلو : وزير الإعلام والثقافة السابق[131][132]
- Chukwuemeka Nwajiuba : وزير الدولة السابق للتعليم (2019-2022) وعضو مجلس النواب السابق عن Ehime Mbano / Ihitte Uboma / Obowo (2019 ؛ 1999-2003)[133]
- روشاس أوكوروتشا : عضو مجلس الشيوخ عن إيمو ويست (2019 إلى الوقت الحاضر) والحاكم السابق لولاية إيمو (2011-2019)[134][135]
- Ogbonnaya Onu : وزير العلوم والتكنولوجيا والابتكار السابق (2015-2019 ؛ 2019-2022) والحاكم السابق لولاية أبيا (1992-1993)[136][137]
- Yemi Osinbajo : نائب الرئيس (2015 إلى الوقت الحاضر)[138][139]
- أحمد ساني يريما : عضو مجلس الشيوخ عن زامفارا ويست (2007-2019) والحاكم السابق لولاية زامفارا (1999-2007)[140][141]
- ديف أوماهي : حاكم ولاية إيبوني (2015 إلى الوقت الحاضر) ونائب حاكم ولاية إيبوني السابق (2011-2015)[142]

#### المنسحبون
- محمد بدارو أبو بكر : حاكم ولاية جيغاوا (2015 إلى الوقت الحاضر)[143][144]
- غودسويل أكبابيو : الوزير السابق لشؤون دلتا النيجر (2019-2022)، والسيناتور السابق عن أكوا إيبوم الشمالية الغربية (2015-2019)، والحاكم السابق لولاية أكوا إيبوم (2007-2015)[145] [ه] [و][146]
- Ibikunle Amosun : عضو مجلس الشيوخ عن منطقة Ogun Central (2003-2007 ؛ 2019 حتى الآن) والحاكم السابق لولاية Ogun (2011-2019)[137][147][148][149]
- موسى أيوم : رجل أعمال[150]
- ديميجي بانكول : عضو سابق في مجلس النواب عن أبيوكوتا الجنوبية (2003-2011) ورئيس سابق لمجلس النواب (2007-2011)[151][152][153]
- روبرت أجاي بوروفيس : عضو مجلس الشيوخ عن Ondo North (2011 إلى الوقت الحاضر)[137][154]
- إبراهيم بيلو داودا : رجل أعمال[155]
- كايود فايمي : حاكم ولاية إكيتي (2010-2014 ؛ 2018 إلى الوقت الحاضر) ووزير سابق لتنمية المعادن الصلبة (2015-2018)[156][157][158][159]
- نيكولاس فيليكس : قس[160][161]
- Adamu Garba II : رجل أعمال (انشق قبل الانتخابات التمهيدية إلى حزب YPP ليخوض الانتخابات التمهيدية الرئاسية دون جدوى)[162][163]
- غودوين إميفييل : محافظ البنك المركزي النيجيري (2014 إلى الوقت الحاضر)[164][165]
- أورجي أوزور كالو : عضو مجلس الشيوخ عن منطقة أبيا الشمالية (2019 إلى الوقت الحاضر) والحاكم السابق لولاية أبيا (1999-2007) (للترشح لإعادة انتخابه كعضو في مجلس الشيوخ عن منطقة أبيا الشمالية)[166][167]
- كريس نجيجي : وزير العمل والتوظيف (2015-2019 ؛ 2019 حتى الآن)، عضو مجلس الشيوخ السابق عن أنامبرا سنترال (2011-2015)، والحاكم السابق لولاية أنامبرا (2003-2006)[168][169]
- كين نناماني : عضو مجلس الشيوخ السابق عن Enugu East (2003-2007) والرئيس السابق لمجلس الشيوخ (2005-2007)[170][171][172]
- أوجو كينيدي أوهانيي : محام[173][174]
- غبنغا أولاويبو هاشم : ناشط ورجل أعمال[175][176]
- آدامز أوشيومهول : الحاكم السابق لولاية إيدو  [لغات أخرى]‏ (2008-2016) (للترشح لعضوية مجلس الشيوخ عن إيدو نورث)[177][178]
- تيميبري سيلفا : وزير الدولة للموارد البترولية (2019 إلى الوقت الحاضر) والحاكم السابق لولاية بايلسا (2007-2008 ؛ 2008-2012)[179][180]

#### رفض الترشح
- رؤوف أريجبيسولا : وزير الداخلية (2019-حتى الآن) والحاكم السابق لولاية أوسون (2010-2018)[181]
- ياكوبو دوغارا : عضو مجلس النواب عن داس / بوغورو / تافاوا باليوا (2007 إلى الوقت الحاضر) ورئيس سابق لمجلس النواب (2015-2019)[182]
- ناصر أحمد الرفاعي : حاكم ولاية كادونا (2015 إلى الوقت الحاضر) ووزير سابق لمنطقة العاصمة الاتحادية (2003-2007)[182][183][184][185]
- شينا بيلر : عضو مجلس النواب عن إيسين / كاجولا / إيواجوا / إتيسيواجو (2019 إلى الوقت الحاضر)[186]
- علي مودو شريف : حاكم ولاية بورنو (2003-2011) وعضو سابق في مجلس الشيوخ عن منطقة بورنو الوسطى (1999-2003)[187]
- باباغانا عمارة زولوم : حاكم ولاية بورنو (2019-حتى الآن)[182][183]

#### النتائج التمهيدية
توزيع الأصوات
| المرشح               | الأصوات | النسبة  |
| -------------------- | ------- | ------- |
| بولا تينوبو          | 1,271   | 60.47%  |
| روتمي أميشي ‏         | 316     | 15.03%  |
| ييمي أوسينباجو       | 235     | 11.18%  |
| أحمد لاوان           | 152     | 7.23%   |
| Yahaya Bello         | 47      | 2.24%   |
| Dave Umahi           | 38      | 1.81%   |
| Benedict Ayade       | 37      | 1.76%   |
| أحمد ساني يريما      | 4       | 0.19%   |
| Ogbonnaya Onu        | 1       | 0.05%   |
| Chukwuemeka Nwajiuba | 1       | 0.05%   |
| Tunde Bakare         | 0       | 0.00%   |
| -Rich                | 0       | 0.00%   |
| Ikeobasi Mokelu      | 0       | 0.00%   |
| Rochas Okorocha      | 0       | 0.00%   |
| إجمالي المصوتين      | 2102    | 100.00% |
| فارغة أو باطلة       | 13      |         |
| إجمالي الأصوات       | 2,322   | 91.09%  |

### حزب الشعب الديمقراطي
أيد رئيس حزب الشعب الديمقراطي -المنتخب حديثًا- في أكتوبر 2021 يورشيا أيو الطريقة الأولية غير المباشرة لاختيار مرشح رئاسي بدلاً من الأساليب المباشرة أو الإجماع. كان الحزب قد عانى من انشقاقات أعضاء بارزين على مدار أشهر في العام السابق لانتخاب أيو في المؤتمر الوطني لحزب الشعب الديمقراطي في أكتوبر 2021، وعلى الأخص أكثر من عشرة أعضاء في الجمعية الوطنية وثلاثة حكام هم: ديف أوماهي من ولاية إيبوني، وبنديكت عياد من ولاية كروس ريفر، وبلو محمد متوال من ولاية زامفارا ؛ كما جاء الحزب في المرتبة الثانية بفارق كبير في انتخابات حاكم ولاية أنامبرا لعام 2021 وأوقف رئيس الحزب آنذاك، أوتشي سيكوندوس. ومع ذلك، تمكن حزب الشعب الديمقراطي من عقد مؤتمره دون جدل أو عنف في أكتوبر، وانتخب جميع مسؤولي الحزب تقريبًا بالإجماع وافتتح لجنة العمل الوطنية الكاملة في ديسمبر.
فيما يتعلق بالتقسيم إلى مناطق، لم يكن لدى الحزب اتفاقية تقسيم مناطق رسمية للترشيح، ومع ذلك، كانت هناك دعوات من بعض السياسيين ومجموعات المصالح مثل منتدى محافظي الجنوب لحصر منطقة الترشيح في الجنوب لأن الرئيس الحالي من الشمال وقد جرى انتخابه مرتين. شكل الحزب لجنة داخلية في مارس 2022 وسط دعوات للتقسيم إلى مناطق، وكان من المتوقع صدور قرار بشأن القضية بحلول أبريل. ومع ذلك، جرى تأجيل إصدار القرار حتى مايو عندما أعلن الحزب أنه لن يحصر ترشيحه حسب المنطقة.
أعلن الحزب في 16 مارس 2022 جدوله الأساسي، وحدد سعر استمارة إبداء الرغبة في الترشح بـ ₦5 ملايين وسعر استمارة الترشيح بـ ₦35 مليون مع خصم 50٪ للمرشحين للأعمار بين 25 و30. كان من المقرر بيع الاستمارات من 18 مارس إلى 1 أبريل، لكن الحزب مدد الموعد النهائي في وقت لاحق أربع مرات قبل الوصول إلى الموعد النهائي في 22 أبريل. بعد تقديم استمارات الترشيح بحلول 25 أبريل، قامت لجنة حزبية بفحص المرشحين في 29 أبريل بينما كان 2 مايو هو الموعد المحدد لعملية فحص الطعن. جرى تحديد مؤتمرات Ward في 29 أبريل وإعادة جدولة مؤتمرات LGA إلى 10 مايو لانتخاب "مندوبين مخصصين" للانتخابات التمهيدية؛ ووفقًا لتعديل قانون الانتخابات فلن يكون "المندوبون القانونيون" بحكم المنصب - الآلاف من أصحاب المناصب الحاليين والسابقين - ناخبين على عكس الانتخابات التمهيدية السابقة. وتقدم المرشحون الذين جرى الموافقة عليهم من خلال عملية الفرز إلى انتخابات تمهيدية في 28 و29 مايو.
قبلت لجنة برئاسة رئيس مجلس الشيوخ السابق ديفيد مارك معظم المرشحين لكنها استبعدت اثنين هما: نواتشوكو أناكوينزي وكوزموس تشوكودي ندوكوي ؛ بعد ذلك، أيدت لجنة فحص الاستئناف بقيادة أيو حالات الاستبعاد. بعد الفرز، أُعلن عن قرار تقسيم المناطق المؤجل كثيرًا للحزب، حيث اختار المجلس التنفيذي الوطني لحزب الشعب الديمقراطي عدم حصر منطقة الترشيح لأي منطقة معينة، مما أدى إلى فتح السباق لجميع المرشحين. رأى المحللون أن خمسة من بين المرشحين هم الأكثر احتمالا للفوز وهم: أتيكو أبو بكر - نائب الرئيس السابق والمرشح الرئاسي لعام 2019، وبيتر أوبي - الحاكم السابق لولاية أنامبرا والمرشح لمنصب نائب الرئيس لعام 2019، وبوكولا ساراكي - رئيس مجلس الشيوخ السابق، وأمينو وزيري تامبوال - حاكم ولاية سوكوتو ورئيس مجلس النواب السابق، ونيسوم وايك - حاكم ولاية ريفرز مع عدد قليل من المرشحين البارزين الآخرين الذين يُنظر إليهم على أنه من غير المرجح أن تتاح لهم فرصة الفوز. ومع ذلك، قبل أيام قليلة من الانتخابات التمهيدية، انسحب أوبي فجأة من الانتخابات التمهيدية وانتقل إلى حزب العمال.
في الأيام التي سبقت الانتخابات التمهيدية، ظهر الجدل حول الناخبين المحتملين بسبب التداعيات القانونية لقانون الانتخابات المعدل. بعد سنوات من النقاش والضغط العام، وقَّع بخاري قانونًا انتخابيًا جديدًا في يناير 2022 أدى إلى إصلاح جذري للأنظمة الانتخابية لكل من الانتخابات التمهيدية والعامة. كان أحد الإصلاحات استبعاد "المندوبين القانونيين" بحكم المنصب - الآلاف من شاغلي المناصب الحاليين والسابقين - من التصويت في الانتخابات التمهيدية للحزب. لم يمنع هذا الإجراء الحكام الحاليين وغيرهم من أصحاب المناصب رفيعي المستوى من التصويت فحسب، بل قلل بشكل كبير عدد المندوبين إلى 810 فقط ثم 774.
في يوم الانتخابات التمهيدية، اجتمع المندوبون في مضمار ملعب أبوجا للاعتماد والتصويت. على الرغم من بعض الأحداث غير المتوقعة، بما في ذلك وصول موظفي لجنة الجرائم الاقتصادية والمالية بهدف منع الرشوة وانسحاب المرشح محمد حيات الدين احتجاجًا على السباق "النقدي الفاحش"، استمرت العملية حيث ألقى كل مرشح خطابًا أخيرًا أمام المندوبين قبل التصويت. جاءت مفاجأة أخرى بعد الخطب، عندما عاد تامبوال إلى المنصة للانسحاب من الانتخابات التمهيدية وتوجيه مندوبيه للتصويت لأبو بكر. بعد الانسحاب، بدأ التصويت وبعد أكثر من ساعة من التصويت، جرى جدولة الأصوات علنًا. عند اكتمال النتيجة، أظهرت النتائج فوز أتيكو أبو بكر بأقل من 50٪ من الأصوات بهامش 18٪ على التالي له وايك. ذكرت التحقيقات اللاحقة في تقارير توزيع الأصوات أن أبو بكر فاز بأغلبية المندوبين من الشمال الغربي والشمال الشرقي بينما انقسم المندوبون من الشمال الأوسط والجنوب الغربي بين أبوبكر وسراكي وويكي. كما انقسم المندوبون من الجنوب الشرقي والجنوب الجنوبي، بشكل رئيسي بين أبو بكر وويك ولكن مع فوز إيمانويل بجزء من الأصوات. وتعهد أبو بكر في خطاب قبوله بإيصال الحزب للفوز في الانتخابات العامة على أساس برنامج قائم على الوحدة والنمو الاقتصادي مع إبداء نبرة تصالحية فيما يتعلق بخصومه السابقين. لاحظ تحليل ما بعد المرحلة التمهيدية العديد من الأسباب المحتملة لانتصار أبو بكر، وهي: انسحاب تامبوال، مكتب أبو بكر العام وخبرة حملته الانتخابية، العدد الأكبر من مندوبي الشمال، والرشوة. بعد الأسابيع التي أعقبت الانتخابات التمهيدية، جرى البحث عن رفيق أبو بكر لمنصب نائب الرئيس، ولما كان أبو بكر مسلمًا شماليًا، فقد كان من المتوقع أن يكون المرشح مسيحيًا جنوبيًا، واقتُرح وايك وإيمانويل وحاكم ولاية دلتا إيفيني أوكوا ضمن القائمة المختصرة كخيارات محتملة. في 16 يونيو، أعلن أبو بكر أن أوكوا سيكون نائبه في الانتخابات. لاحظ المراقبون أنه على الرغم من أصول أوكوا الجنوبية، إلا أن عرقيته في إيكا يمكن أن تكون إشارة إلى الضجيج الجنوبي الشرقي لمنصب نائب الإيغبو.  في خطاب الإعلان، قال أبو بكر إنه استشار قيادة الحزب في البحث عن رفيقه في الترشح، وأن أوكوا جرى اختياره بسبب خبرته الواسعة وصفاته الشخصية.

#### المرشح
- أتيكو أبو بكر : نائب الرئيس السابق (1999-2007)[222][223][224]
  - المرشح لمنصب نائب الرئيس - Ifeanyi Okowa : حاكم ولاية دلتا (2015 إلى الوقت الحاضر) وعضو سابق في مجلس الشيوخ عن دلتا نورث (2011-2015)[2]

#### استبعد في المرحلة التمهيدية
- أنيم بيوس أنيم : السكرتير السابق لحكومة الاتحاد (2011-2015)، والرئيس السابق لمجلس الشيوخ (2000-2003)، وعضو مجلس الشيوخ السابق عن منطقة إيبوني الجنوبية (1999-2003)[225][226][227]
- أودوم إمانويل : حاكم ولاية أكوا إيبوم (2015 إلى الوقت الحاضر)[228][229][230]
- أيو فايوس : الحاكم السابق لولاية إكيتي (2003-2006 ؛ 2014-2018)[231]
- شيكويندو كالو  [لغات أخرى]‏ : الرئيس السابق لمجلس نواب ولاية أبيا[232]
- بالا محمد : حاكم ولاية باوتشي (2019 إلى الوقت الحاضر)، وزير سابق لمنطقة العاصمة الفيدرالية (2010-2015)، وعضو سابق في مجلس الشيوخ عن منطقة باوتشي الجنوبية (2007-2010)[223][227][233]
- ديلي مومودو : صحفي وناشر ورجل أعمال[234][235][236]
- سام أوهوابونوا : صيدلي، الرئيس السابق للجمعية الصيدلانية في نيجيريا، وشقيق السناتور السابق عن منطقة أبيا الشمالية ماو أوهوابونوا[228][237][238]
- بوكولا سراكي : عضو مجلس الشيوخ السابق عن منطقة كوارا الوسطى (2011-2019)، والرئيس السابق لمجلس الشيوخ (2015-2019)، والحاكم السابق لولاية كوارا (2003-2011)[223][227][239]
- ديانا أوليفر تارييلا[240]
- تشارلز أوجو : مطور عقارات[241]
- إزينو نيسوم وايك : حاكم ولاية ريفرز (2015 إلى الوقت الحاضر) ووزير الدولة السابق للتعليم (2011-2014)[242][243]

#### استُبعد
- Nwachukwu Anakwenze : طبيب[201][223][244]
- كوزموس تشوكودي ندوكوي : مسؤول سابق في المجلس التنفيذي لولاية آبيا[201][231]

#### انسحب
- محمد حيات الدين : مصرفي وخبير اقتصادي[228][245][246][247]
- بيتر أوبي : الحاكم السابق لولاية أنامبرا (2006 ؛ 2007 ؛ 2007-2014) (انشق قبل الانتخابات التمهيدية إلى الحزب الليبرالي لخوض الانتخابات التمهيدية الرئاسية)[248][249][250][251]
- Doyin Okupe : طبيب ومساعد سابق للرئيسين أوباسانجو وجوناثان (انشق قبل الانتخابات التمهيدية إلى حزب LP)[252][253]
- أمينو وزيري تامبوال : حاكم ولاية سوكوتو (2015 إلى الوقت الحاضر)، ورئيس سابق لمجلس النواب (2011-2015)، وعضو سابق في مجلس النواب عن كيبي / تامبوال (2003-2015)[212][223][254][255]

#### رفض الترشح
- إبراهيم حسن دانكوامبو : الحاكم السابق لولاية غومبي (2011-2019)[256][257]
- جودلاك جوناثان : الرئيس السابق (2010-2015)، نائب الرئيس السابق (2007-2010)، والحاكم السابق لولاية بايلسا (2005-2007)
- سولي لاميدو : الحاكم السابق لولاية جيجاوا (2007-2015) ووزيرة الخارجية السابقة (1999-2003)[258][259]
- أحمد مكارفي : عضو مجلس الشيوخ السابق عن ولاية كادونا الشمالية (2007-2011) والحاكم السابق لولاية كادونا (1999-2007)[256]
- سيي ماكيندي : حاكم ولاية أويو (2019-حتى الآن)[260]
- سليمان محمد نظيف : سيناتور سابق عن منطقة باوتشي الشمالية (2015-2019)[256]
- إبراهيم شيما : الحاكم السابق لولاية كاتسينا (2007-2015)[256]
- كابيرو تانيمو توراكي : الوزير السابق للمهام الخاصة والشؤون الحكومية الدولية (2013-2015) ووزير الإشراف السابق للعمل والإنتاجية (2014-2015)[258]

#### النتائج التمهيدية
توزيع نسب المرشحين
| المرشح               | الأصوات | النسبة  |
| -------------------- | ------- | ------- |
| أتيكو أبو بكر        | 371     | 49.34%  |
| Nyesom Wike          | 237     | 31.52%  |
| بوكولا سراكي ‏        | 70      | 9.31%   |
| أودوم إمانويل        | 38      | 5.05%   |
| بالا محمد            | 20      | 2.66%   |
| Anyim Pius Anyim     | 14      | 1.86%   |
| Sam Ohuabunwa        | 1       | 0.13%   |
| Diana Oliver Tariela | 1       | 0.13%   |
| Ayo Fayose           | 0       | 0.00%   |
| Chikwendu Kalu       | 0       | 0.00%   |
| Dele Momodu          | 0       | 0.00%   |
| Charles Ugwu         | 0       | 0.00%   |
| إجمالي المصوتين      | 752     | 100.00% |
| فارغة أو باطلة       | 12      |         |
| إجمالي الأصوات       | 764     | 98.43%  |

## إجراء الانتخابات

### الجدول الزمني للانتخابات
أصدرت اللجنة الانتخابية الوطنية المستقلة في 26 فبراير 2022 جدولًا زمنيًا، حدد التواريخ والمواعيد النهائية للانتخابات. وبعد أشهر في 27 مايو 2022، أجرت اللجنة مراجعة طفيفة للجدول الزمني، مما أتاح للأحزاب مزيدًا من الوقت لإجراء الانتخابات التمهيدية.
- 28 فبراير 2022 - نشر إشعار الانتخاب
- 4 أبريل 2022 - اليوم الأول لإجراء الانتخابات التمهيدية للحزب
- 9 يونيو 2022 [ح] - اليوم الأخير لإجراء الانتخابات التمهيدية للحزب، بما في ذلك حل النزاعات الناشئة عنها
- 10 يونيو 2022 - اليوم الأول لتقديم استمارات الترشيح إلى اللجنة عبر البوابة الإلكترونية
- 17 يونيو 2022 - اليوم الأخير لتقديم استمارات الترشيح إلى اللجنة عبر البوابة الإلكترونية
- 28 سبتمبر 2022 - بدء فترة الحملة الرسمية
- 23 فبراير 2023 - اليوم الأخير من فترة الحملة الرسمية
- 25 فبراير 2023 - يوم الانتخابات

### الأحزاب والمرشحون المعترف بهم
بعد انتخابات 2019، ألغت اللجنة الانتخابية المستقلة تسجيل 74 حزباً سياسياً لفشل تلك الأحزاب في "تحقيق متطلبات" استمرار التسجيل بناءً على النتائج التي حصلت عليها في الانتخابات. هذه الخطوة، جرى الطعن فيها في المحكمة عدة مرات من 2019 إلى 2022 لكن دون جدوى، أبقت 18 حزباً سياسياً فقط هي: أكورد، تحالف العمل، حزب العمل الديمقراطي، حزب العمل الشعبي، مؤتمر العمل الأفريقي، المؤتمر الديمقراطي الأفريقي، حركة الشعوب المتحالفة، ومؤتمر جميع التقدميين، وتحالف جميع التقدميين الكبير، وحزب بوت، وحزب العمال، وحزب الشعب النيجيري الجديد، وحركة الإنقاذ الوطني، وحزب الشعب الديمقراطي، وحزب تحرير الشعب، والحزب الاجتماعي الديمقراطي، وحزب التقدميون الشباب، وتحالف زينيث التقدمي. أعلنت اللجنة الانتخابية الوطنية المستقلة (INEC) في مارس 2022 أنه لن يجري تسجيل أي أحزاب جديدة قبل انتخابات 2023.
طُلب من الأحزاب تقديم مرشحيها للرئاسة ونائب الرئيس بين 10 و17 يونيو 2022. في 25 يونيو، أصدرت اللجنة الانتخابية المستقلة القائمة المؤقتة للمرشحين لمنصب الرئيس ونائب الرئيس. ثم صدرت القائمة النهائية في 20 سبتمبر.
| حزب | حزب                         | البطاقة               | البطاقة             |
| حزب | حزب                         | المرشح الرئاسي        | نائب الرئيس المرشح  |
| --- | --------------------------- | --------------------- | ------------------- |
|     | أكورد                       | كريستوفر إيمومولين    | بيلو بالا مارو      |
|     | تحالف العمل                 | حمزة المصطفى          | تشوكوكا جونسون      |
|     | حزب العمل الديمقراطي        | ياباجي ساني           | أودو أوكي أوكورو    |
|     | حزب العمل الشعبي            | أوسيتا نادي           | عيسى هاميسو         |
|     | مؤتمر العمل الأفريقي        | أومويلي سوور          | هارونا جاربا ماغاشي |
|     | المؤتمر الديمقراطي الأفريقي | دومبي كاتشيكو         | احمد بوهاري         |
|     | مؤتمر كل التقدميين          | بولا تينوبو           | كاشم شتيمة          |
|     | تحالف كل التقدميين الكبير   | بيتر أوميدي           | عبد الله محمد كولي  |
|     | حركة الشعوب المتحالفة       | الأميرة شيشي أوجي     | ابراهيم محمد        |
|     | حزب بوت                     | Sunday Adenuga        | مصطفى عثمان تراكي   |
|     | حزب العمل                   | بيتر اوبي             | يوسف داتي بابا أحمد |
|     | حركة الانقاذ الوطني         | فيليكس جونسون أوساكوي | يحيى محمد كيابو     |
|     | حزب شعوب نيجيريا الجديد     | رابيو كوانكواسو       | إسحاق ايداهوسا ‏     |
|     | حزب الفداء الشعبي           | كولا أبيولا           | هارو هارونا زيغو    |
|     | حزب الشعب الديمقراطي        | أتيكو أبو بكر         | Ifeanyi أوكوا       |
|     | الحزب الاشتراكي الديمقراطي  | Adewole Adebayo       | يوسف بوهاري         |
|     | حزب التقدميين الشباب        | مالك عدو ابراهيم      | كساراتشي إنينا      |
|     | حزب العمال زينيث            | دان نوانيانو          | رامالان أبو بكر     |

### إدارة الانتخابات

#### المرحلة التمهيدية وما بعدها
تقوم الحزاب بنفسها بإدارة الانتخابات التمهيدية للحزب، ولكن يجب قيام مراقبي اللجنة الوطنية المستقلة للانتخابات بمراقبتها، كما يجب إجراءها في الفترة التي تحددها اللجنة الوطنية للانتخابات. أصدرت اللجنة الجدول الزمني في فبراير 2022 وحددت الموعد النهائي للانتخابات التمهيدية للحزب ليكون في 3 يونيو 2022؛ ومع اقتراب هذا التاريخ، طلبت الأحزاب مرارًا وتكرارًا من اللجنة الانتخابية الوطنية المستقلة تمديد الموعد النهائي لمدة شهرين. بعد عدة حالات رفض، وافقت اللجنة الانتخابية الوطنية المستقلة على تمديد أقصر لمدة ستة أيام حتى 9 يونيو، لكن القرار ثبت أنه مثير للجدل حيث أشار النقاد إلى أن حزب الشعب الديمقراطي كان على وشك إجراء الانتخابات التمهيدية في حين أن حزب كل التقدميين لم يقم حتى بفحص مرشحيه. وظهرت انتقادات أخرى لأن اللجنة الانتخابية الوطنية المستقلة في البداية لم تمدد أيضًا الموعد النهائي لتسجيل الناخبين عينيًا.
بعد الانتخابات التمهيدية، تحول التركيز إلى تسجيل الناخبين والمسائل اللوجستية المحيطة به. وبسبب سنوات من هجمات IPOB على مكاتب اللجنة في جنوب شرق البلاد، كانت قدرة اللجنة في المنطقة منخفضة في عام 2022. نشرت اللجنة الانتخابية المستقلة آلات تسجيل إضافية في ولاية لاغوس، وولاية كانو، وبعض الولايات الجنوبية الشرقية. في نفس الوقت تقريبًا، ألمحت اللجنة الانتخابية إلى احتمال تمديد الموعد النهائي للتسجيل قبل أن يؤجل حكم المحكمة في وقت لاحق في يونيو الموعد النهائي على أي حال. امتثالا للحكم، حددت اللجنة الانتخابية الوطنية المستقلة الموعد النهائي الجديد ليوم 31 يوليو مع تمديد ساعات التسجيل اليومية في نفس الوقت من ست إلى ثماني ساعات. قبل الموعد النهائي، أعلنت إحدى عشرة ولاية عطلات رسمية لتسجيل الناخبين في محاولة لزيادة المشاركة العامة في العملية السياسية. بعد انقضاء الموعد النهائي، أعلنت اللجنة الانتخابية أن ما يقرب من 12.3 مليون ناخب جديد قد جرى تسجيلهم. وأن 8.75 مليون من الناخبين الجدد تقل أعمارهم عن 34 عامًا، وهي نسبة لوحظت كعلامة محتملة لزيادة مشاركة الشباب قبل الانتخابات. بعد حملة التسجيل، بلغ العدد الإجمالي للناخبين المسجلين حوالي 96.2 مليون وكانت المناطق الجيوسياسية الشمالية الغربية والجنوبية الغربية تضم أكبر عدد من الناخبين.
مع اقتراب فترة الحملة الرسمية، ركزت اللجنة الانتخابية على الاتصال العام المباشر وشكلت فريق الاتصال لأزمة الانتخابات في أواخر أغسطس. خلال حفل تنصيب الفريق، صرح المفوض فستوس أوكوي بأن تشكيل المجموعة بدأ من مركز الديمقراطية والتنمية لمكافحة المعلومات المضللة وإبلاغ الجمهور بالأحداث الرئيسية للجمهور ؛ كما قال أوكوي إن المفوضية بصدد تدريب الموظفين للعمل في وحدات الاقتراع. تحول التركيز مرة أخرى إلى التسجيل بعد ذلك، مع إلغاء اللجنة لأكثر من 1.1 مليون مسجل غير صالح في منتصف سبتمبر. من بين الإجراءات النهائية لفترة ما قبل الحملة، إصدار قائمة المرشحين في 20 سبتمبر إلى جانب إعادة التأكيد على الجدول الزمني.

#### فترة الحملة
بدأت فترة الحملة الرسمية في 28 سبتمبر 2022 على أن تنتهي في 23 فبراير 2023. في بداية فترة الحملة الانتخابية، أشارت التقارير إلى الضغط الذي مورس على اللجنة الانتخابية المستقلة من الناخبين والمعلومات المضللة والأحزاب السياسية.
في أواخر أكتوبر، أعلنت اللجنة مرة أخرى شطبًا جماعيًا للمسجلين غير الصالحين بإزالة 2.78 مليون مسجل (بما في ذلك 1.1 مليون مسجل غير صالح سابقًا) من القائمة بسبب التسجيل المزدوج، والتسجيل دون السن القانونية، وقضايا أخرى. في نفس الحدث، كشف رئيس اللجنة الانتخابية المستقلة، محمود يعقوبو، أن العدد الإجمالي الأولي للمسجلين الصالحين كان حوالي 93.52 مليون. وفقًا للقانون، نشرت اللجنة السجلات في كل جناح محلي ولكنها أصدرت أيضًا قائمة المسجلين الكاملة عبر الإنترنت، وتطلب من الجمهور المساعدة في التدقيق في القائمة. وسط الصخب العام لفحص القائمة، أظهرت آلاف التقارير العامة بوضوح وجود أطفال دون السن القانونية ضمن مسجلين - رداً على ذلك، شكرت اللجنة الانتخابية المستقلة المحققين العامين ثم تعهدت بإزالة المسجلين غير المؤهلين ومقاضاة المسؤولين المتواطئين.
تصاعدت المخاوف من العنف الانتخابي القائم على المشاعر العرقية والإقليمية والدينية مع تصاعد الحملات الانتخابية في أواخر عام 2022، حيث بدأ المرشحون ووكلائهم في استخدام سياسات الهوية على نطاق واسع أثناء الحملات الانتخابية. وبالمثل، تصاعدت المخاوف من الحملات الإعلامية والتغطية الانتخابية وتأثيرها على الخطاب العام. في حين جرى انتقاد بعض المنافذ بسبب التحيز، أُثني على مجموعات أخرى لتقديمها تغطية الانتخابات حيث نشرت Stears Business أول أداة تعقب مباشرة للانتخابات في نوفمبر.
| <1 مليون 1 مليون–2 مليون 2 مليون–3 ملايين 3 ملايين–4 ملايين | 4 ملايين–5 ملايين 5 ملايين–6 ملايين >7 ملايين |

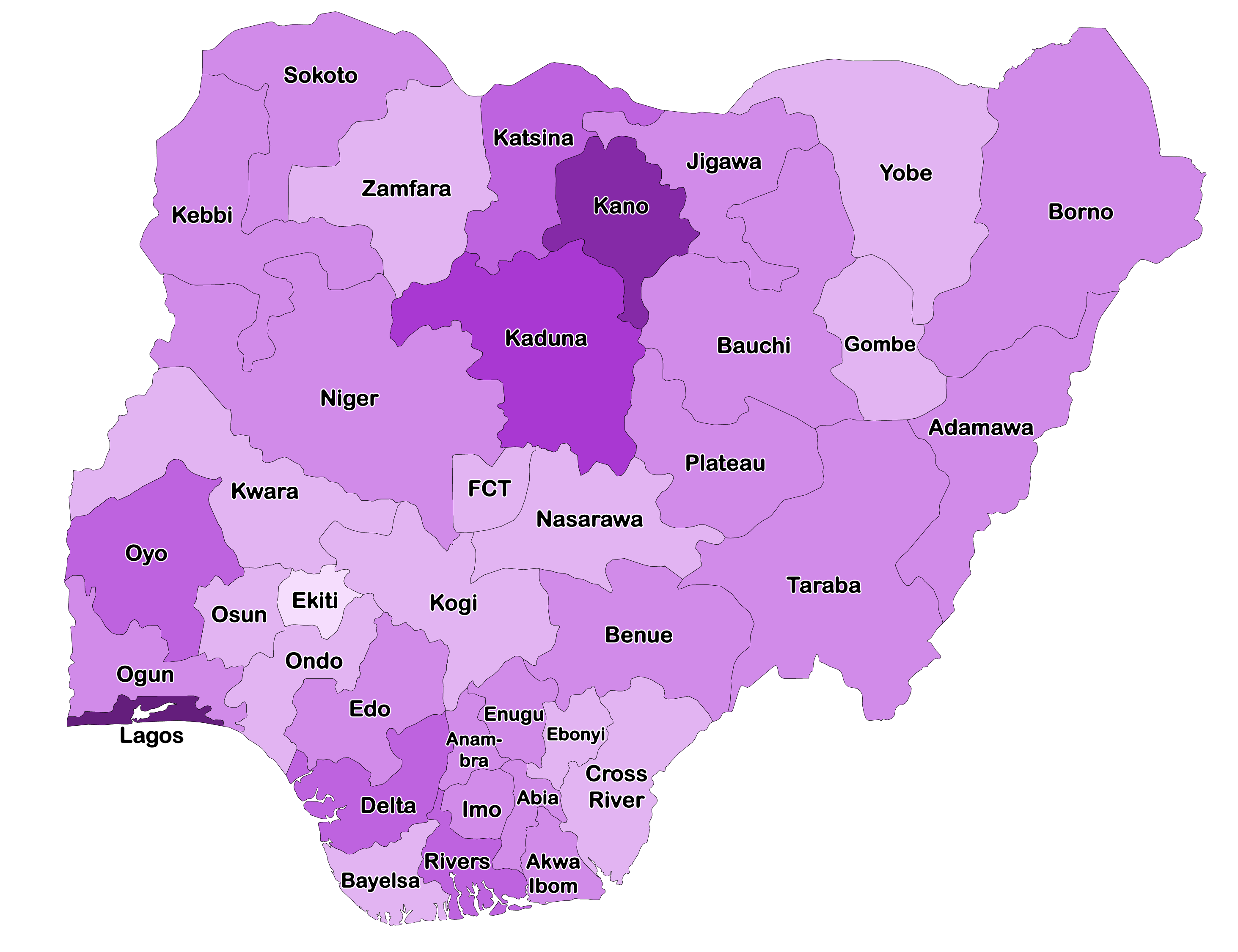
إجمالي الناخبين المسجلين حسب الولاية حتى يناير 2023
<1 مليون
1 مليون–2 مليون
2 مليون–3 ملايين
3 ملايين–4 ملايين
4 ملايين–5 ملايين
5 ملايين–6 ملايين
>7 ملايين

فيما يتعلق بأمن الانتخابات، أدت سلسلة من الهجمات على مكاتب اللجنة الانتخابية المستقلة في ولاية إيمو في ديسمبر 2022 إلى مزيد من القلق المحلي والدولي على الرغم من تأكيدات قوات الأمن بأن الانتخابات ستكون سلمية. في أعقاب الهجمات، دعا مركز الديمقراطية والتنمية إلى نشر تقارير إعلامية حساسة للنزاع حول الانتخابات لتجنب المزيد من العنف. بالتزامن مع القلق من العنف، بدأ الخوف المتجدد من خطاب الكراهية (خاصة عبر الإنترنت) مع اقتراب الانتخابات واستخدمه السياسيون بشكل متزايد كتكتيك للحملة.
بصرف النظر عن التهديدات المباشرة للانتخابات، دقت اللجنة الانتخابية المستقلة أيضًا ناقوس الخطر بشأن شراء الأصوات للتلاعب بالنتائج حيث أثرت هذه الممارسة بشكل كبير على الانتخابات في عامي 2021 و2022. وأعاد البنك المركزي تصميم الأوراق النقدية فئة 200 و500 و1000 في أكتوبر 2022 وأزال الأوراق النقدية القديمة من التداول في محاولة لمكافحة شراء الأصوات. منعت هذه الخطوة الأحزاب من استخدام الأموال المجمعة مسبقًا والتي أُعدت لتوزيعها لشراء الأصوات مع اقتراب الانتخابات. ومع ذلك، كانت السياسة الجديدة وإعلانها المفاجئ مثيرًا للجدل للغاية، خاصة وأن محافظ البنك المركزي غودوين إيمفيلي - الذي فر إلى المنفى الاختياري في أواخر عام 2022 - رفض شرحًا شخصيًا لهذه الخطوة إلى الجمعية الوطنية. تعهدت اللجنة الانتخابية بمنع شراء الأصوات على الرغم من الإصلاحات الفاشلة السابقة بينما أشارت مجموعات المجتمع المدني إلى أن شراء الأصوات كان مجرد واحد من عدد من تكتيكات التلاعب المحتملة، حيث أصدرت YIAGA Africa تقريرًا يوضح بالتفصيل عوامل خطر سوء الممارسة الانتخابية في الولايات.
مع استمرار الهجمات المتفرقة على مكاتب اللجنة الانتخابية المستقلة في جنوب شرق البلاد في العام الجديد، حذر مسؤول بالمفوضية من احتمال تأجيل الانتخابات إذا لم يجري وقف الهجمات. على الرغم من التراجع عن التعليق سريعًا ووعدت اللجنة بإجراء الانتخابات كما هو مقرر، استمرت المخاوف في النظر في الهجمات المميتة - مثل الهجمات الجنوبية الشرقية السابقة على اللجنة الانتخابية المستقلة، ذكر الخبراء أن الهجمات كانت على الأرجح من قبل الجماعات الانفصالية العنيفة التي حاولت "نزع الشرعية عن الانتخابات". استمرت الهجمات حتى الانتخابات، وكذلك المخاوف من تأجيل الانتخابات في اللحظة الأخيرة.
وسط الشكوك المتصاعدة بشأن سير الانتخابات، أصدرت اللجنة الانتخابية بيانات تسجيل الناخبين الجديدة في منتصف يناير 2023. بلغ إجمالي الإحصاءات 93.469.008 ناخب مؤهل بعد أن استعرضت اللجنة الطعون لأكثر من 50 ألف مسجل بالإضافة إلى إزالة المزيد من حالات التسجيل المزدوج والقصر. في حين كانت هناك بيانات حول المهنة والإعاقة بالإضافة إلى فجوة كبيرة بين الجنسين - هناك ما يزيد عن 4.6 مليون رجل مسجلين أكثر من النساء، كان التركيز موجهًا بشكل أساسي إلى زيادة تسجيل الشباب مع ما يقرب من 40 ٪ من جميع الناخبين تتراوح أعمارهم بين 18 و34 عامًا. أظهرت البيانات الجغرافية تناقضات صارخة إلى حد ما بين المناطق حيث تقدم الشمال الغربي والجنوب الغربي في إجمالي الناخبين بينما تأخر الشمال الشرقي والجنوب الشرقي في الخلف. في نفس الوقت تقريبًا، مددت اللجنة الموعد النهائي لجمع بطاقات المصوتين مرتين في أعقاب الدعوات العامة للتمديد. بعد أسابيع قليلة من انقضاء الموعد النهائي، أصدرت اللجنة إحصائيات بطاقات الناخب الدائمة في 23 فبراير والتي أظهرت أن 87،209،007 (93.3٪ من جميع الناخبين المسجلين) قد حصلوا على بطاقات التصويت الخاصة بهم. في الأيام الأخيرة من فترة الحملة، تعهدت اللجنة الانتخابية المستقلة بأن الانتخابات ستكون حرة وآمنة وفي الوقت المناسب وشفافة مع نشر مئات الآلاف من أفراد الأمن ووجود 229 مجموعة مراقبة أجنبية ومحلية وآلاف من موظفي اللجنة الانتخابية المستقلة.

#### يوم الانتخابات
في يوم الانتخابات، ظهرت تقارير واسعة النطاق عن تأخر البدء في التصويت حيث قدَّرت YIAGA Africa أن 41 ٪ فقط من وحدات الاقتراع قد بدأت التصويت بحلول الساعة 9:30 صباحًا، بعد ساعة من الموعد المقرر لبدء التصويت. وبالمثل، ذكرت SBM Intelligence أن 41.3٪ فقط من وحدات الاقتراع قد فتحت في الوقت المحدد بينما زعمت بيانات غرفة عمليات المجتمع المدني النيجيرية أن أقل من 30٪ من الوحدات قد بدأت بحلول الساعة 8:30 صباحًا، مع تقارير أخرى تدعي أن أزمة العملة قد حالت دون تمكن اللجنة من الدفع نقدًا للناقلين قبل يوم الانتخابات مما أدى ببعض السائقين إلى رفض نقل مواد أو أفراد من اللجنة الانتخابية الوطنية المستقلة. أشارت SBM أيضًا إلى أن الإقبال كان مرتفعًا وكان هناك عدد قليل نسبيًا من حوادث العنف على الصعيد الوطني بينما لاحظت بعض المجموعات جهود شراء الأصوات المعدلة حديثًا بسبب أزمة العملة مثل الرشوة باستخدام فرنك غرب إفريقيا CFA أو الحوافز غير النقدية. ومع ذلك، كانت هناك تقارير ملحوظة عن أعمال عنف في بعض المناطق، وعلى الأخص في ولاية لاغوس حيث استهدف البلطجية، الذين يُزعم أنهم متحالفون مع حزب مؤتمر كل التقدميين، المناطق التي تقطنها أقليات عرقية. بالإضافة إلى ذلك، وقعت عدة اعتداءات على الصحفيين قام بها مهاجمون مجهولون أو حتى أفراد الأمن طوال يوم الانتخابات. على الرغم من أن رئيس اللجنة الانتخابية المستقلة، محمود يعقوب، أقر بالعديد من المشكلات في مؤتمره في الواحدة ظهرًا ودعا الناخبين إلى البقاء في وحدات الاقتراع، دعت الجماعات المدنية اللجنة الانتخابية المستقلة إلى تمديد فترة التصويت بعد الموعد النهائي الساعة 2:30 ظهرًا. جاءت التأجيلات المعلنة الأولى في وقت لاحق من اليوم عندما علقت اللجنة الانتخابية المستقلة التصويت في 141 وحدة من ولاية بايلسا حيث كانت هناك اضطرابات، وأعيدت جدولة التصويت في 26 فبراير. وسَّعت اللجنة الانتخابية المستقلة (INEC) التصويت إلى اليوم التالي في أجزاء من ولاية كروس ريفر وولاية كوجي أيضًا.
في وقت لاحق من اليوم، تحول التركيز إلى نسبة الإقبال وجمع النتائج. أصدرت SBM Intelligence توقعًا للإقبال على مستوى كل ولاية على حدة، وقدرت أن الإقبال الإجمالي قد ارتفع مقارنة بعام 2019 وأنه ارتفع في كل مكان، باستثناء ولاية كوارة وولاية أوغون، كانت نسبة المشاركة أعلى من 30٪. على الرغم من أن اللجنة قد أعلنت أن مراكز الفرز لن تفتح إلا في ظهر يوم 26 فبراير، فقد وعدت المفوضية منذ فترة طويلة بتحميل نتائج وحدة الاقتراع إلى بوابة عرض النتائج INEC (IReV) في يوم الانتخابات ؛ ومع ذلك، لم يجري تحميل أي نتائج لمعظم اليوم، مما أدى إلى احتجاجات مجموعات المجتمع المدني والمواطنين عبر الإنترنت. كما شجبت حملة أوبي عدم تحميل الملفات، زاعمة أن هذا الفعل جعل عدالة الانتخابات موضع شك، مشيرة إلى أن النتائج التشريعية قد جرى تحميلها بالفعل ؛ ذهب رئيس حزب العمال يوليوس أبوري إلى حد الادعاء بأن مسؤولي اللجنة الانتخابية الوطنية المستقلة أو المهددون كانوا يعيقون النتائج عن مناطق دعم أوبي في ولايتي لاغوس ودلتا. وبدأت اللجنة في حوالي الساعة 10:45 مساءً ليلة 25 فبراير في تحميل البيانات على البوابة.
بحلول الساعة السادسة من صباح يوم 26 فبراير، جرى تحميل حوالي 10٪ فقط من نتائج وحدة الاقتراع حيث أشار الصحفيون إلى تزايد احتمالية زيادة الشك في مصداقية الانتخابات بسبب التأخير. في وقت لاحق من الصباح، بدأ التصويت في الوحدات المعاد جدولتها بينما أثنت تقارير المجتمع المدني الصادرة حديثًا على الناخبين لكنها شجبت القمع وسوء الإدارة. عند افتتاح مركز التصنيف الوطني في حوالي الساعة 1 مساءً، جرى تحميل المزيد من النتائج ولكن لم يُعلن عن نتائج الولاية الكاملة في المركز حتى الآن. وفي الوقت نفسه، أصدرت اللجنة بيانًا ألقى باللوم على "العوائق الفنية" في تأخير تحميل النتائج في أعقاب المزيد من الاحتجاجات من حزب الشعب الديمقراطي PDP وحزب العمال LP. بحلول نهاية اليوم، أُعلنت نتائج ولاية Ekiti فقط في المركز الوطني بينما أُعلنت نتائج ولايتي Osun وOndo في مراكز التجميع الحكومية ولكن لم تصل إلى المركز الوطني قبل إغلاقه لهذا اليوم. من ناحية أخرى، جرى تأجيل التصويت في بعض المناطق، مع جدل كبير حول الانتخابات في ولاية أبيا ومديري اللجنة الانتخابية الوطنية المستقلة.
في 27 فبراير، استمر انتقاد اللجنة الانتخابية المستقلة من المراقبين الدوليين ومؤتمر العمال النيجيري الذي انتقد افتقار اللجنة للشفافية وسط التأخيرات. وبالمثل، احتج وكلاء الأحزاب السياسية (بما في ذلك وكلاء حزب الشعب الديمقراطي PDP وحزب العمال LP) في مركز المقارنة الوطني على التأخير المطول في تحميل النتائج على بوابة iReV، حتى في الولايات التي جرى فيها الإعلان عن النتائج النهائية جنبًا إلى جنب مع التناقضات في مجاميع النتائج. وفي الوقت نفسه، جاءت النتائج النهائية من أداماوا وإينوجو وجومبي وكاتسينا وكوارا ولاغوس وأوغون وأويو ويوبي بحلول فترة ما بعد الظهر. ومع ذلك، بلغت احتجاجات مركز التجميع ذروتها في انسحاب ممثلي أحزاب LP وPDP جنبًا إلى جنب مع العديد من ممثلي الأحزاب الأخرى.
بحلول الصباح الباكر من يوم 28 فبراير، أُعلن المزيد من النتائج من أكوا إيبوم، باوتشي، بايلسا، بينو، كروس ريفر، دلتا، إقليم العاصمة الفيدرالية، جيغاوا، كادونا، كانو، ناساراوا، النيجر، بلاتو، سوكوتو، وزامفارا. ومع ذلك، استمرت الانتقادات الموجهة للعملية من المراقبين المحليين والدوليين، حيث أشارت بعثة المراقبة التابعة للاتحاد الأوروبي إلى "الافتقار إلى الشفافية والفشل التشغيلي" الذي "قلل الثقة في العملية" بينما رددت مجموعات أخرى استياءً مماثلاً. هذه التقارير، إلى جانب المزيد من الخلافات حول العملية، قادت حملات أبو بكر وأوبي وكوانكواسو إلى الرفض الكامل لنتائج الانتخابات في 28 فبراير والدعوة لإجراء انتخابات جديدة.
استمر يعقوب في قبول نتائج كل ولاية على حدة طوال 28 فبراير وحتى الساعات الأولى من 1 مارس بغض النظر عن الاحتجاجات؛ في هذا الوقت، أبلغت الولايات المتبقية عن مجاميع الأصوات: أبيا، أنامبرا، بورنو، إيبوني، إيدو، إيمو، كيبي، كوجي، وتارابا بالإضافة إلى تضمين النتائج المتنازع عليها بشدة من ولاية ريفرز. بعد الإعلان عن نتائج الولايات وقبولها في مركز التصنيف الوطني، صرح يعقوب بأن "بولا تينوبو من مؤتمر كل التقدميين، بعد أن استوفى متطلبات القانون، أُعلن فائزًا وصار الرئيس المنتخب" في الصباح الباكر من يوم 1 مارس. رفضت جميع الحملات المعارضة الرئيسية الثلاث تلك النتسجة، وتعهدت بالطعن في النتائج.

## الانتخابات العامة

### النتائج
| المرشح                          | المرشح                          | زميل الترشح                     | الحزب                           | الأصوات    | %      |
| ------------------------------- | ------------------------------- | ------------------------------- | ------------------------------- | ---------- | ------ |
|                                 | بولا تينوبو                     | كاشم شتيما                      | مؤتمر الجميع التقدميين النيجيري | 8٬794٬726  | 37.62  |
|                                 | أتيكو أبو بكر                   | Ifeanyi Okowa                   | حزب الشعب الديمقراطي (نيجيريا)  | 6٬984٬520  | 29.88  |
|                                 | بيتر أوبي                       | Yusuf Datti Baba-Ahmed          | LP                              | 6٬101٬533  | 26.10  |
|                                 | رابيو كوانكواسو                 | Isaac Idahosa                   | NNPP                            | 1٬496٬687  | 6.40   |
|                                 | Christopher Imumolen            | Bello Bala Maru                 | A                               |            |        |
|                                 | Hamza al-Mustapha               | Chukwuka Johnson                | AA                              |            |        |
|                                 | Yabagi Sani                     | Udo Okey-Okoro                  | ADP                             |            |        |
|                                 | Osita Nnadi                     | Isa Hamisu                      | APP                             |            |        |
|                                 | Omoyele Sowore                  | Haruna Garba Magashi            | AAC                             |            |        |
|                                 | Dumebi Kachikwu                 | Ahmed Buhari                    | ADC                             |            |        |
|                                 | Peter Umeadi                    | Abdullahi Muhammed Koli         | APGA                            |            |        |
|                                 | Princess Chichi Ojei            | Ibrahim Mohammed                | APM                             |            |        |
|                                 | Sunday Adenuga                  | Mustapha Usman Turaki           | BP                              |            |        |
|                                 | Felix Johnson Osakwe            | Yahaya Muhammad Kyabo           | NRM                             |            |        |
|                                 | Kola Abiola                     | Haro Haruna Zego                | PRP                             |            |        |
|                                 | Adewole Adebayo                 | Yusuf Buhari                    | SDP                             |            |        |
|                                 | Malik Ado-Ibrahim               | Kasarachi Enyinna               | YPP                             |            |        |
|                                 | Dan Nwanyanwu                   | Ramalan Abubakar                | ZLP                             |            |        |
| المجموع                         | المجموع                         | المجموع                         | المجموع                         | 23٬377٬466 | 100.00 |
|                                 |                                 |                                 |                                 |            |        |
| الناخبين المسجلين ومعدل الإقبال | الناخبين المسجلين ومعدل الإقبال | الناخبين المسجلين ومعدل الإقبال | الناخبين المسجلين ومعدل الإقبال | 93٬469٬008 | –      |
| المصدر:                         |                                 |                                 |                                 |            |        |

#### حسب المنطقة الجيوسياسية
| المنطقة الجيوسياسية | بولا تينوبو APC | بولا تينوبو APC | بيتر اوبي LP | بيتر اوبي LP | رابيو كوانكواسو NNPP | رابيو كوانكواسو NNPP | أتيكو أبو بكر PDP | أتيكو أبو بكر PDP | آخرون   | آخرون      | إجمالي الأصوات الصحيحة | النسبة |
| المنطقة الجيوسياسية | الأصوات         | نسبة مئوية      | الأصوات      | نسبة مئوية   | الأصوات              | نسبة مئوية           | الأصوات           | نسبة مئوية        | الأصوات | نسبة مئوية | إجمالي الأصوات الصحيحة | النسبة |
| ------------------- | --------------- | --------------- | ------------ | ------------ | -------------------- | -------------------- | ----------------- | ----------------- | ------- | ---------- | ---------------------- | ------ |
| الشمال الأوسط       | 1760993         | 38.58٪          | 1،415،577    | 31.01٪       | 60.056               | 1.32٪                | 1،162،087         | 25.46٪            | 165638  | 3.63٪      | 4،564،351              | ٪      |
| الشمال الشرقي       | 1،185،458       | 34.50٪          | 315107       | 9.17٪        | 126343               | 3.68٪                | 1،737،846         | 50.58٪            | 70987   | 2.07٪      | 3،435،741              | ٪      |
| الشمال الغربي       | 2،652،235       | 39.64٪          | 350182       | 5.23٪        | 1،268،250            | 18.96٪               | 2،329،540         | 34.82٪            | 90415   | 1.35٪      | 6،690،622              | ٪      |
| الجنوب الشرقي       | 127370          | 5.72٪           | 1،952،998    | 87.78٪       | 8211                 | 0.37٪                | 90968             | 4.09٪             | 45387   | 2.04٪      | 2،224،934              | ٪      |
| الجنوب الجنوبي      | 799957          | 27.99٪          | 1،210،675    | 42.37٪       | 17،167               | 0.60٪                | 717908            | 25.12٪            | 111،933 | 3.92٪      | 2،857،640              | ٪      |
| الجنوب الغربي       | 2،279،407       | 53.59٪          | 846478       | 19.90٪       | 16،644               | 0.39٪                | 941.941           | 22.15٪            | 168،972 | 3.97٪      | 4،253،442              | ٪      |
| المجموع             | 8794.726        | 36.61٪          | 6،101،533    | 25.40٪       | 1،496،687            | 6.23٪                | 6،984،520         | 29.07٪            | 648474  | 2.59٪      | 24،025،940             | 26.71٪ |

#### حسب الولاية
| ولايات نيجيريا             | بولا تينوبو APC | بولا تينوبو APC | بيتر أوبي LP | بيتر أوبي LP | رابيو كوانكواسو NNPP | رابيو كوانكواسو NNPP | أتيكو أبو بكر PDP | أتيكو أبو بكر PDP | آخرون   | آخرون  | إجمالي الأصوات الصحيحة | النسبة |
| ولايات نيجيريا             | الأصوات         | النسبة          | الأصوات      | النسبة       | الأصوات              | النسبة               | الأصوات           | النسبة            | الأصوات | النسبة | إجمالي الأصوات الصحيحة | النسبة |
| -------------------------- | --------------- | --------------- | ------------ | ------------ | -------------------- | -------------------- | ----------------- | ----------------- | ------- | ------ | ---------------------- | ------ |
| Abia State ‏                | 8,914           | 2.41%           | 327,095      | 88.40%       | 1,239                | 0.33%                | 22,676            | 6.13%             | 10,113  | 2.73%  | 370,037                | 18.00% |
| Adamawa State ‏             | 182,881         | 25.01%          | 105,648      | 14.45%       | 8,006                | 1.10%                | 417,611           | 57.12%            | 16,994  | 2.32%  | 731,140                | 34.67% |
| Akwa Ibom State ‏           | 160,620         | 28.94%          | 132,683      | 23.90%       | 7,796                | 1.41%                | 214,012           | 38.55%            | 39,978  | 7.20%  | 555,089                | 24.92% |
| Anambra State ‏             | 5,111           | 0.83%           | 584,621      | 95.24%       | 1,967                | 0.32%                | 9,036             | 1.47%             | 13,126  | 2.14%  | 613,861                | 24.63% |
| Bauchi State ‏              | 316,694         | 37.10%          | 27,373       | 3.21%        | 72,103               | 8.45%                | 426,607           | 49.98%            | 10,739  | 1.26%  | 853,516                | 31.10% |
| Bayelsa State ‏             | 42,572          | 25.75%          | 49,975       | 30.23%       | 540                  | 0.33%                | 68,818            | 41.62%            | 3,420   | 2.07%  | 165,325                | 16.38% |
| Benue State ‏               | 310,468         | 40.32%          | 308,372      | 40.04%       | 4,740                | 0.62%                | 130,081           | 16.89%            | 16,414  | 2.13%  | 770,075                | 28.72% |
| Borno State ‏               | 252,282         | 54.22%          | 7,205        | 1.55%        | 4,626                | 0.99%                | 190,921           | 41.03%            | 10,253  | 2.20%  | 465,287                | 19.94% |
| Cross River State ‏         | 130,520         | 31.30%          | 179,917      | 43.15%       | 1,644                | 0.39%                | 95,425            | 22.89%            | 9,462   | 2.27%  | 416,968                | 26.10% |
| Delta State ‏               | 90,183          | 14.66%          | 341,866      | 55.55%       | 3,122                | 0.51%                | 161,600           | 26.26%            | 18,570  | 3.02%  | 615,341                | 20.32% |
| Ebonyi State ‏              | 42,402          | 13.03%          | 259,738      | 79.83%       | 1,661                | 0.51%                | 13,503            | 4.15%             | 8,047   | 2.48%  | 325,351                | 21.58% |
| Edo State ‏                 | 144,471         | 24.86%          | 331,163      | 56.97%       | 2,743                | 0.47%                | 89,585            | 15.41%            | 13,304  | 2.29%  | 581,266                | 24.01% |
| Ekiti State ‏               | 201,494         | 65.38%          | 11,397       | 3.70%        | 264                  | 0.09%                | 89,554            | 29.06%            | 5,462   | 1.77%  | 308,171                | 31.84% |
| Enugu State ‏               | 4,772           | 1.05%           | 428,640      | 93.91%       | 1,808                | 0.40%                | 15,749            | 3.45%             | 5,455   | 1.20%  | 456,424                | 22.19% |
| Federal Capital Territory ‏ | 90,902          | 19.76%          | 281,717      | 61.23%       | 4,517                | 0.98%                | 74,194            | 16.13%            | 8,741   | 1.90%  | 460,071                | 30.48% |
| Gombe State ‏               | 146,977         | 28.82%          | 26,160       | 5.13%        | 10,520               | 2.06%                | 317,123           | 62.17%            | 9,263   | 1.82%  | 510,043                | 33.87% |
| Imo State ‏                 | 66,171          | 14.41%          | 352,904      | 76.84%       | 1,536                | 0.33%                | 30,004            | 6.53%             | 8,646   | 1.88%  | 459,261                | 22.10% |
| Jigawa State ‏              | 421,390         | 45.78%          | 1,889        | 0.20%        | 98,234               | 10.67%               | 386,587           | 42.00%            | 12,431  | 1.35%  | 920,531                | 40.78% |
| Kaduna State ‏              | 399,293         | 29.36%          | 294,494      | 21.65%       | 92,969               | 6.83%                | 554,360           | 40.76%            | 19,037  | 1.40%  | 1,360,153              | 32.33% |
| Kano State ‏                | 517,341         | 30.40%          | 28,513       | 1.67%        | 997,279              | 58.59%               | 131,716           | 7.74%             | 27,156  | 1.6%   | 1,702,005              | 30.15% |
| Katsina State ‏             | 482,283         | 45.56%          | 6,376        | 0.60%        | 69,386               | 6.56%                | 489,045           | 46.19%            | 11,583  | 1.09%  | 1,058,673              | 31.03% |
| Kebbi State ‏               | 248,088         | 44.34%          | 10,682       | 1.91%        | 5,038                | 0.90%                | 285,175           | 50.97%            | 10,539  | 1.88%  | 559,522                | 29.81% |
| Kogi State ‏                | 240,751         | 52.70%          | 56,217       | 12.31%       | 4,238                | 0.93%                | 145,104           | 31.77%            | 10,480  | 2.29%  | 456,790                | 24.63% |
| Kwara State ‏               | 263,572         | 56.08%          | 31,186       | 6.63%        | 3,141                | 0.67%                | 136,909           | 29.13%            | 35,203  | 7.49%  | 469,971                | 29.29% |
| Lagos State ‏               | 572,606         | 45.04%          | 582,454      | 45.81%       | 8,442                | 0.66%                | 75,750            | 5.96%             | 32,199  | 2.53%  | 1,271,451              | 18.92% |
| Nasarawa State ‏            | 172,922         | 31.99%          | 191,361      | 35.40%       | 12,715               | 2.35%                | 147,093           | 27.21%            | 16,475  | 3.05%  | 540,566                | 21.82% |
| Niger State ‏               | 375,183         | 48.18%          | 80,452       | 10.33%       | 21,836               | 2.81%                | 284,898           | 36.59%            | 16,299  | 2.09%  | 778,668                | 30.49% |
| Ogun State ‏                | 341,554         | 58.88%          | 85,829       | 14.79%       | 2,200                | 0.38%                | 123,831           | 21.35%            | 26,710  | 4.60%  | 580,124                | 22.75% |
| Ondo State ‏                | 369,924         | 67.14%          | 44,405       | 8.06%        | 930                  | 0.17%                | 115,463           | 20.95%            | 20,286  | 3.68%  | 551,008                | 28.62% |
| Osun State ‏                | 343,945         | 46.91%          | 23,283       | 3.17%        | 713                  | 0.10%                | 354,366           | 48.33%            | 10,896  | 1.49%  | 733,203                | 38.71% |
| Oyo State ‏                 | 449,884         | 55.58%          | 99,110       | 12.24%       | 4,095                | 0.51%                | 182,977           | 22.60%            | 73,419  | 9.07%  | 809,485                | 26.32% |
| Plateau State ‏             | 307,195         | 28.23%          | 466,272      | 42.85%       | 8,869                | 0.81%                | 243,808           | 22.41%            | 62,026  | 5.70%  | 1,088,170              | 40.33% |
| Rivers State ‏              | 231,591         | 44.23%          | 175,071      | 33.43%       | 1,322                | 0.25%                | 88,468            | 16.90%            | 27,199  | 5.19%  | 523,651                | 16.71% |
| Sokoto State ‏              | 285,444         | 48.64%          | 6,568        | 1.12%        | 1,300                | 0.22%                | 288,679           | 49.19%            | 4,824   | 0.82%  | 586,815                | 29.84% |
| Taraba State ‏              | 135,165         | 27.07%          | 146,315      | 29.30%       | 12,818               | 2.57%                | 189,017           | 37.85%            | 16,043  | 3.21%  | 499,358                | 26.67% |
| Yobe State ‏                | 151,459         | 40.03%          | 2,406        | 0.64%        | 18,270               | 4.83%                | 196,567           | 52.47%            | 7,695   | 2.03%  | 378,397                | 26.75% |
| Zamfara State ‏             | 298,396         | 59.33%          | 1,660        | 0.33%        | 4,044                | 0.81%                | 193,978           | 38.57%            | 4,845   | 0.96%  | 502,923                | 27.64% |
| Totals                     | 8,794,726       | 36.61%          | 6,101,533    | 25.40%       | 1,496,687            | 6.23%                | 6,984,520         | 29.07%            | 648,474 | 2.59%  | 24,025,940             | 26.71% |

#### الولايات القريبة
الولايات التي كان هامش النصر فيها أقل من 1٪:
1. ولاية بينوي، بنسبة 0.28٪ (2،096 صوتًا) بهامش لـ تينوبو
2. ولاية سوكوتو بهامش 0.55٪ (3235 صوتا) لأبو بكر
3. ولاية كاتسينا بنسبة 0.63٪ (6762 صوتًا) لأبو بكر
4. ولاية لاغوس، بنسبة 0.77٪ (9848 صوتًا) بهامش لـ أوبي

الولايات التي تراوح فيها هامش الانتصار بين 1٪ و5٪:
1. ولاية أوسون بهامش 1.42٪ (10421 صوتا) لأبو بكر
2. ولاية نصاراوا بهامش 3.41٪ (18.439 صوتًا) لأوبي
3. ولاية جيغاوا، بهامش 3.78٪ (34803 صوتًا) لتينوبو

الولايات التي تراوح فيها هامش الانتصار بين 5٪ و10٪:
1. ولاية كيبي بنسبة 6.63٪ (37.087 صوتًا) لأبو بكر
2. ولاية تارابا بنسبة 8.55٪ (42.702 صوتا) لأبو بكر
3. ولاية أكوا إيبوم بنسبة 9.61٪ (53392 صوتا) بهامش أبو بكر

## ما بعد إعلان النتائج
أُعلنت النتائج في الساعات الأولى من يوم 1 مارس 2023، وأصبح بولا تينوبو من مؤتمر كل التقدميين هو الرئيس المنتخب في انتخابات محكمة ، وحصل أتيكو أبو بكر وبيتر أوبي على أصوات كبيرة.